# Hans-Jörg Kreowski
Hans-Jörg Kreowski (* 10. August 1949) ist ein deutscher Informatiker und Professor an der Universität Bremen. Sein Forschungsschwerpunkt liegt in der theoretischen Informatik, insb. im Bereich der Graphentransformation und der algebraischen Spezifikation. Er ist außerdem im Vorstand des Forums InformatikerInnen für Frieden und gesellschaftliche Verantwortung (FIfF).

## Biografie
Kreowski studierte von 1969 bis 1974 Mathematik an der TU Berlin, wo er anschließend auch als wissenschaftlicher Mitarbeiter tätig war und 1978 bei Hartmut Ehrig über Manipulationen von Graphmanipulationen promovierte. 1981 folgte seine Habilitation in theoretischer Informatik und 1982 die Berufung als Professor an die Universität Bremen. Hier war er zeitweise Dekan des Fachbereichs für Mathematik und Informatik. Er leitet zudem die Arbeitsgruppe Theoretische Informatik des Fachbereichs.
Kreowski wurde 2013 zum Mitglied der Gelehrtengesellschaft Leibniz-Sozietät der Wissenschaften zu Berlin gewählt. Er lebt mit seiner Frau in Lilienthal, außerdem hat er einen Sohn.

### Positionen
Im Rahmen seines Engagements im FIfF hat sich Kreowski wiederholt kritisch gegenüber dem Engagement der Bundeswehr im Cyber- und Informationsraum geäußert. Auch autonomen, bewaffneten Drohnen steht er kritisch gegenüber.

## Veröffentlichungen (Auswahl)
Kreowski forscht in der theoretischen Informatik v. a. zu Themen der Graphentransformation, der algebraischen Spezifikation und syntaktischen Methoden der Bilderzeugung. Hierzu hat er auch entsprechende Veröffentlichungen vorgelegt.
- Hans-Jörg Kreowski: Manipulationen von Graphmanipulationen. Dissertation. TU Berlin, Berlin 1978.
- Hans-Jörg Kreowski, Sabine Kuske: Graph Transformation Units with Interleaving Semantics. In: Formal Aspects of Computing. Band 11, Nr. 6, Dezember 1999, ISSN 0934-5043, S. 660–723, doi:10.1007/s001659970005.
- Egidio Astesiano, Hans-Jörg Kreowski, Bernd Krieg-Brückner (Hrsg.): Algebraic Foundations of Systems Specification. Springer-Verlag Berlin Heidelberg, Berlin / Heidelberg 1999, ISBN 3-642-64151-2.
- Frank Drewes, Hans-Jörg Kreowski: Picture generation by collage grammars. In: Hartmut Ehrig, Gregor Engels, Hans-Jörg Kreowski, Grzegorz Rozenberg (Hrsg.): Handbook of graph grammars and computing by graph transformation. Band 2. World Scientific, Singapur 1999, ISBN 981-02-4020-1, S. 397–457.
- Wolfgang Hofkirchner, Hans-Jörg Kreowski (Hrsg.): Transhumanism – The proper guide to a posthuman condition or a dangerous idea? Series Cognitive Technologies, Springer 2019.